# Великомихайлівська селищна територіальна громада
Великомихайлівська селищна територіальна громада — територіальна громада в Україні, у Роздільнянському районі Одеської області. Населення громади становить 13 295 осіб, адміністративний центр — селище Велика Михайлівка.

## Історія
Створена рішенням Одеської обласної ради від 12 серпня 2015 року в рамках адміністративно-територіальної реформи 2015–2020 років в результаті об'єднання Великомихайлівської селищної ради з вісьмома сільрадами: Великокомарівською, Гребениківською, Комарівською, Новопетрівською, Новоселівською, Полезненською, Стоянівською і Юрківською.
Перші вибори відбулися 25 жовтня 2015 року.
З моменту утворення до 17 липня 2020 року підпорядковувалось Великомихайлівському району. 17 липня 2020 року до складу громади увійшли 4 села, що належали до Новоолександрівської і Соше-Острівської сільських рад.
17 липня 2020 року увійшла до складу новоутворенного Роздільнянського району.

## Склад громади
До громади входить одне селище (Велика Михайлівка) і 28 сіл:
- Багачеве
- Бессарабка
- Василівка
- Вакарське
- Великокомарівка
- Водяне
- Гіржове
- Гірське
- Гребеники
- Грушка
- Дівоцьке
- Єрмішкове
- Кардамичеве
- Комарівка
- Кучурган
- Мале Гросулове
- Муратове
- Нові Бутори
- Новоалександрівка
- Новопетрівка
- Новоселівка
- Платонівка
- Соше-Острівське
- Стоянове
- Трохимівка
- Трудомирівка
- Фрасине
- Юрківка